# Abû Muhammad `Abd al-Wâhid ben Abî Hafs
 (avril 2025).
Si vous disposez d'ouvrages ou d'articles de référence ou si vous connaissez des sites web de qualité traitant du thème abordé ici, merci de compléter l'article en donnant les références utiles à sa vérifiabilité et en les liant à la section « Notes et références ».
Abû Muhammad `Abd al-Wâhid ben Abî Hafs (arabe : أبو محمد عبد الواحد), décédé en 1222, est le premier gouverneur (wali) hafside d'Ifriqiya, régnant à partir de 1207.

## Biographie
`Abd al-Wâhid est le petit-fils du cheikh Abou Hafs Omar El Hintati, premier du nom, issu de la tribu berbère des Hintata. Cette famille tire son nom d'une tribu descendant du groupe des Masmouda du Haut Atlas.
`Abd al-Wâhid accompagne le calife almohade Muhammad an-Nasir dans son expédition en Ifriqiya en 1205. En février 1206, ils entrent dans Tunis abandonnée par l'ennemi. Avant de repartir pour le Maroc, le calife confie le gouvernement de la province à l'un de ses fidèles lieutenants, Abd al-Wâhid ibn Abî Hafs. Il y établit son pouvoir à tel point que ses successeurs ne craignent pas de substituer au titre de gouverneur celui de souverain et de s'émanciper de la tutelle almohade en 1229. Le nouveau royaume s'étend bientôt par des conquêtes successives qui soumettent Béjaïa et plusieurs autres régions voisines.
Il est remplacé par son fils aîné `Abd Allah ben Abî Muhammad ben Abî Hafs mais, à peine a-t-il proclamé l'indépendance du trône, que celui-ci est déposé par son frère Abû Zakariyâ Yahyâ qui, pour jouir seul du pouvoir, force son autre frère à se contenter du titre de cheïkh et à se consacrer à la vie religieuse.